# Ariniș, Maramureș
Ariniș (mai devreme Arghihat, în maghiară Égerhát, în germană Elrück sau Elrenhang) este satul de reședință al comunei cu același nume din județul Maramureș, Transilvania, România.

## Etimologie
Etimologia numelui localității: din subst. ariniș „pădurice de arini; ariniște" < arin „specie de arbori sau arbuști” (< lat. *alninus din alnus „anin") + suf. col. -iș. 

## Istoric

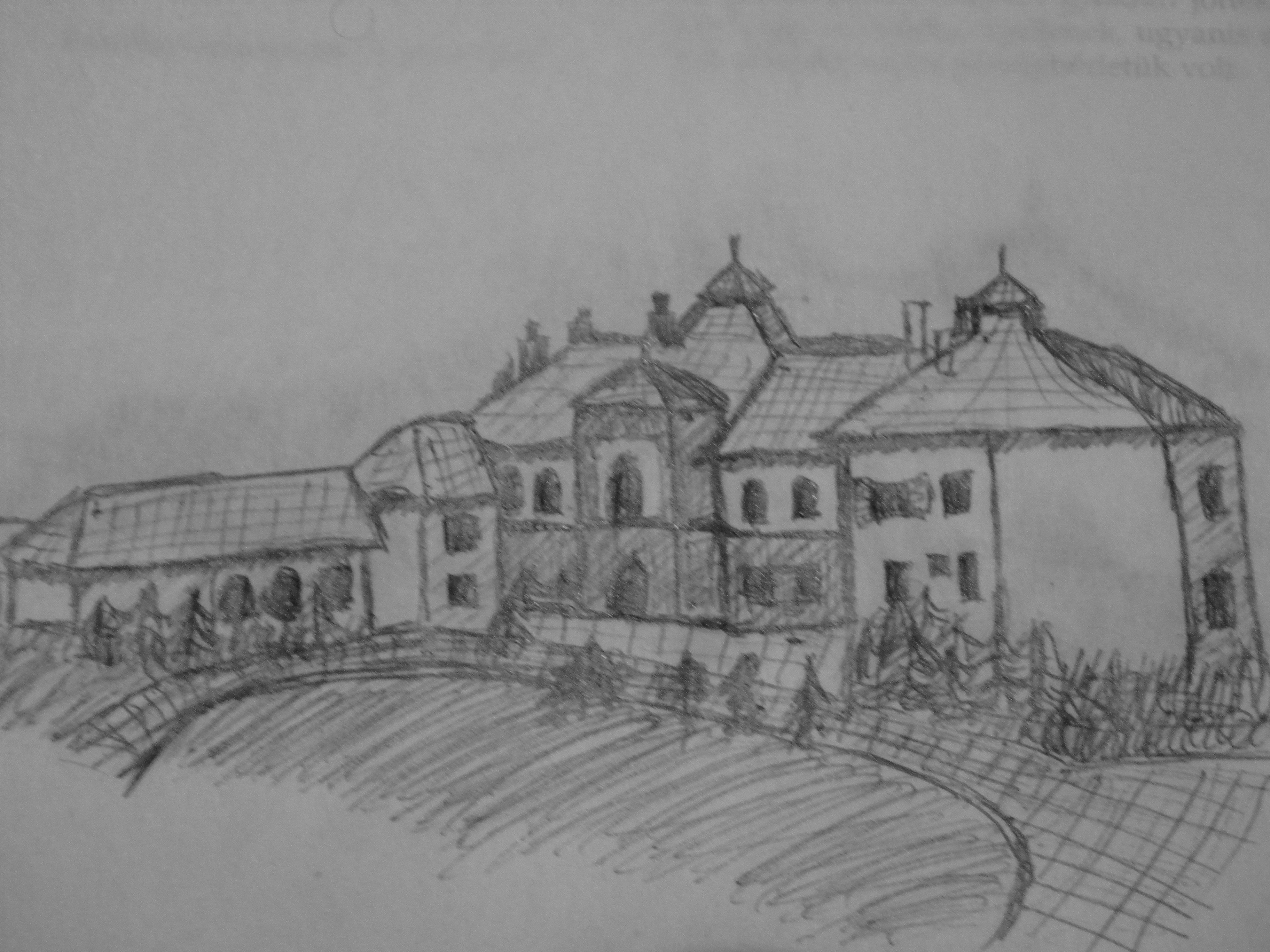
Castelul baronului Elemér Bornemisza (năruit după 1920 de iobagii din Asuaj)

Satul Ariniș este atestat documentar din anul 1543  sub denumirea de « Egherhat ». 
Dar Ariniș este documentat arheologic în Evul Mediu, numit "Sub ogrăzi", in epoca bronzului, cultura Suciu de Sus.

Numele românesc a localității provine probabil de la arinii aflați prin împrejurimi. 

În cadrul regatului ungar, satul făcea parte din Comitatul Sălaj, iarașul Cehu Silvaniei.

O parte din teritoriul satului era proprietatea familiei Bornemisza (Dealul baronului), o familie de baroni maghiari, care aveau un castel la Cehu Silvaniei și la Asuaju de Sus, care a fost construit de ultimul baron: br. Bornemisza Elemér. 

În secolul XIX. s-au stabilit în sat mai multe familii de evrei, în secolul XX. numărul evreilor era deja aproape egal cu cel al maghiarilor).

În prezent (dupa recensamantul din 2011), populația satului Ariniș este de 1.072 locuitori, dintre care 905 români și 121 maghiari.

## Obiective turistice

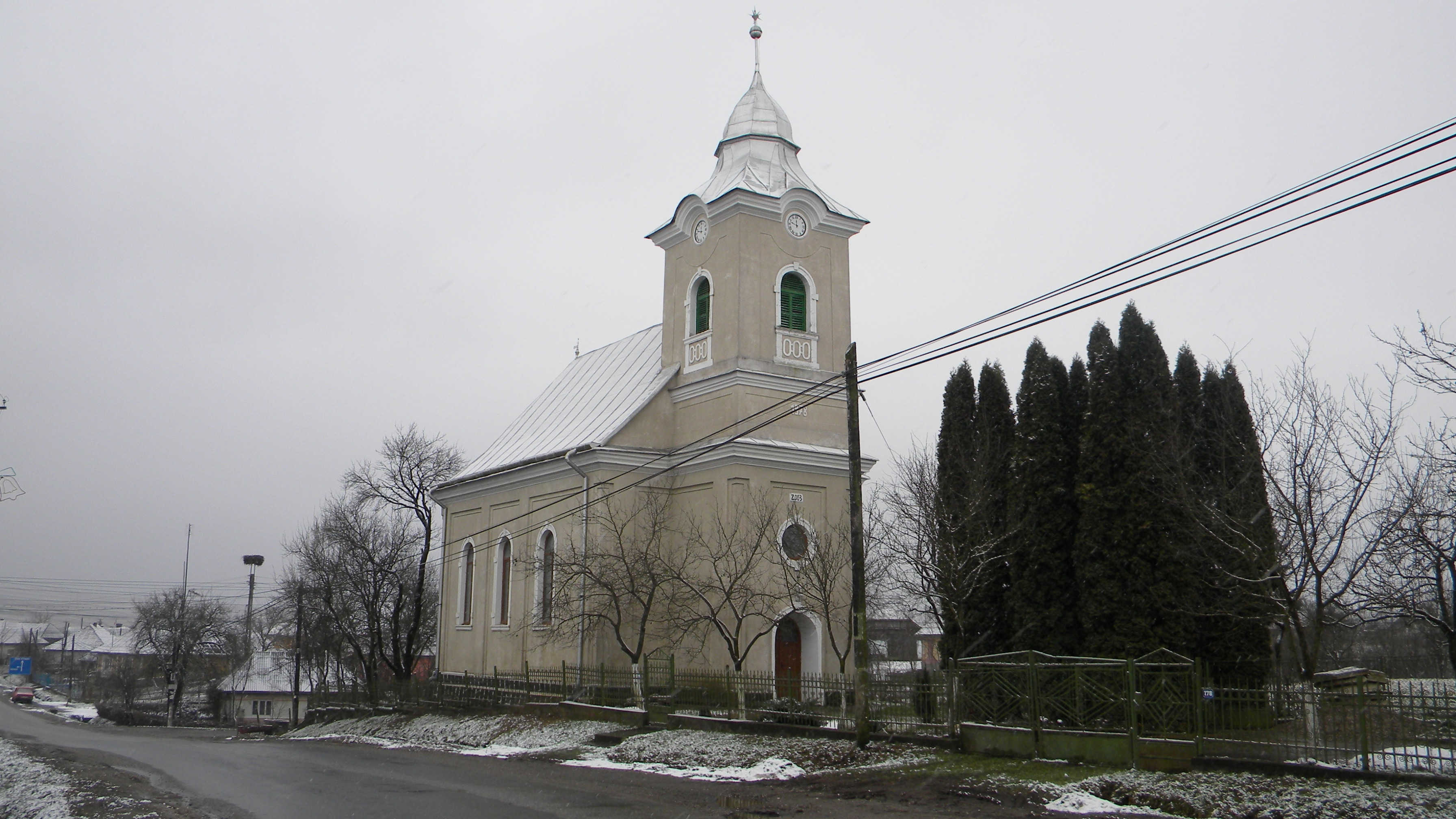
Biserica reformată

- Biserica ortodoxă (fosta biserică greco-catolică)
- Biserica reformată
- cimitirul reformat
- vechiul cimitir românesc (greco-catolic)
- cimitirul românesc (greco-catolic și ortodox)
- cimitirul evreiesc
- crucile celtice
- heleșteu

### Obiectiv memorial
Monumentul Eroilor Români din Al Doilea Război Mondial. Amplasat în centrul comunei, obeliscul este dedicat militarilor români care au luptat în Al Doilea Război Mondial. Monumentul are o bază de 1,6 mp și o înălțime de 2,5 m. Pe latura frontală a acestuia este inscripționat un text.

## Personalități
- István Bessenyei, actor și regizor maghiar, directorul Trupei Harag György al Teatrului de Nord din Satu Mare.
- Ioan Dragomir (1905-1985), episcop greco-catolic clandestin al Episcopiei de Maramureș. Este înmormântat în cimitirul din Ariniș, lângă mormântul părinților săi.
- Mihály Molnár, pastor și teolog reformat, profesor la Universității de Teologie Reformată din Debrețin și secretar episcopal la Episcopia Reformată din Debrețin.
- Mihai Olos, sculptor și pictor contemporan

## Localități înfrățite
- Kuncsorba  Ungaria